# ありあまる富
「ありあまる富」（ありあまるとみ）は、日本のシンガーソングライター・椎名林檎による楽曲。2009年5月27日にEMIミュージック・ジャパンより発売された11枚目のシングルの表題曲として発表された。

## 概要
本作は、バイオリニストの斎藤ネコと実兄椎名純平との共同名義で2007年に発表した『この世の限り』からは約2年4ヶ月ぶり、純粋な椎名林檎ソロ名義としては2003年発表の9枚目のシングル『りんごのうた』以来、約5年半ぶりとなるシングル。2009年5月11日よりデジタル・ダウンロード規格で、5月27日にはCD規格でリリースされた。表題曲の「ありあまる富」は、TBS系金曜ドラマ『スマイル』の制作スタッフからの要望を受けてドラマのために書き下ろされたものである。ソロでのテレビドラマのタイアップは自身初。約1ヶ月後に発売されたオリジナルアルバム『三文ゴシップ』には表題曲「ありあまる富」は収録されなかったが、これはアルバムの構成が出来上がった後に書き下ろされたためである。総収録時間は10分01秒と、シンメトリーになっている。

## 収録曲
1. ありあまる富
TBS系金曜ドラマ『スマイル』主題歌。
編曲、補作曲、ギターとしてBARBEE BOYSのいまみちともたかが参加しているが、椎名の楽曲で他者が補作するのは初めてのことである[注 1]。なお、いまみちの作曲した箇所は大サビの部分[2]。
児玉裕一によりミュージック・ビデオも制作された[注 2]。
後にセガから発売されたゲームソフト『龍が如く8』において、テーマ曲として採用されている。また、同作の最終章のサブタイトルに楽曲名が引用されている[注 3]。
2. SG〜Superficial Gossip〜
タイトルが英語表記の楽曲はソロ名義では初となる。本人曰く、この曲はアルバム『三文ゴシップ』の楽曲が出揃った後に制作し、アルバムの内容をひとつにまとめた予告編のような曲とのこと。アルバム未収録だが、同年8月に発売されたアナログ盤アルバム『サタデーナイト・ゴシップ』には収録されている。

詳細
| #         | タイトル                     | 作詞・作曲                           | 編曲                   | 時間  |
| --------- | ---------------------------- | ------------------------------------ | ---------------------- | ----- |
| 1.        | 「ありあまる富」             | 椎名林檎（補作詞：いまみちともたか） | いまみちともたか       | 5:40  |
| 2.        | 「SG〜Superficial Gossip〜」 | 椎名林檎                             | 野崎良太（Jazztronik） | 4:20  |
| 合計時間: | 合計時間:                    | 合計時間:                            | 合計時間:              | 10:01 |

## 参加メンバー
ありあまる富
guitars：いまみちともたか
bass：新井健太
drums：河村“カースケ”智康
chorus：杉並児童合唱団
SG〜Superficial Gossip〜
strings arrangement & other all instruments：野崎良太
strings：NAOTOストリングス
- recording & mixing engineer：井上雨迩
- mastering engineer：宮本茂男